# 白鲳属
白鲳属（学名：Ephippus）是一种海洋辐鳍鱼，属于白鲳目白鲳科，即鸡鲳。这些鱼分布于大西洋东部和印度洋及西太平洋海域。

## 物种
该属目前有两个受承认的物种： 
- 高伦白鲳 Ephippus goreensis Cuvier, 1831 ：分布于东大西洋。
- 圆白鲳 Ephippus orbis (Bloch（英语：馬庫斯·埃利澤·布洛赫）, 1787)：分布于印度洋至西太平洋。